# Brian Verbeek
Brian Verbeek (* 22. Oktober 1966 in Wyoming, Ontario) ist ein ehemaliger kanadischer Eishockeyspieler, der unter anderem in nordamerikanischen Minor Leagues und einigen europäischen Ligen aktiv war. In Deutschland spielte er für den ECD Sauerland.

## Karriere
Brian Verbeek spielte als Jugendlicher bei den Petrolia Jets in der Western Ontario Hockey League (WOHL), bevor er im Jahr 1983 in der OHL Priority Selection in der vierten Runde, an 47. Stelle von den Sudbury Wolves ausgewählt wurde. Nach etwas mehr als einem Jahr wurde er innerhalb der Ontario Hockey League (OHL) an die Kingston Canadians abgegeben. Beim NHL Entry Draft 1986 sicherten sich die Hartford Whalers die Rechte an dem Center für die National Hockey League (NHL), in der er aber nie ein Spiel bestreiten sollte.
Verbeeks Profikarriere begann in der Saison 1986/87 vielmehr bei den Salt Lake Golden Eagles in der International Hockey League (IHL). Im Sommer 1987 wechselte er erstmals nach Europa, wo er zwei Spiele für KooKoo in der SM-liiga absolvierte, den Großteil des Jahres aber beim finnischen Zweitligisten Karhu-Kissat verbrachte. Anschließend kehrte er nach Nordamerika zurück und spielte für die Binghamton Whalers in der American Hockey League (AHL). Während der Saison 1988/89 wurde er vom ECD Sauerland verpflichtet. Mit durchschnittlich fast zwei Toren pro Spiel leistete er einen bedeutenden Beitrag zum Gewinn der Oberliga-Meisterschaft. In den folgenden Jahren stand er kurzzeitig noch bei den Girondins de Bordeaux unter Vertrag und lief nach einer mehrjährigen Pause noch für die Whitley Warriors auf, bevor er im Jahr 1995 seine Karriere endgültig beendete.
Im Mai 2008 bekannte sich Verbeek vor einem Gericht in Ontario schuldig, seine beiden damals neun und elf Jahre alten Söhne mit Gewalt dazu gedrängt zu haben, härter für eine Eishockeykarriere zu trainieren. In der Saison 2016/17 und erneut in der Spielzeit 2022/23 war er als Trainer im Nachwuchsbereich tätig.

## Karrierestatistik
(Legende zur Spielerstatistik: Sp oder GP = absolvierte Spiele; T oder G = erzielte Tore; V oder A = erzielte Assists; Pkt oder Pts = erzielte Scorerpunkte; SM oder PIM = erhaltene Strafminuten; +/− = Plus/Minus-Bilanz; PP = erzielte Überzahltore; SH = erzielte Unterzahltore; GW = erzielte Siegtore; 1 Play-downs/Relegation; Kursiv: Statistik nicht vollständig)

## Familie
Brian Verbeek ist der Vater des Eishockeyspielers Ryan Verbeek. Auch zwei seiner Brüder haben professionell Eishockey gespielt: Pat Verbeek war fast 20 Jahre lang in der National Hockey League (NHL) aktiv und gewann jeweils einmal den Stanley Cup und die Goldmedaille bei der Weltmeisterschaft. Inzwischen ist er in der NHL als Trainer tätig. Tim Verbeek spielte hauptsächlich in der ECHL und der American Hockey League (AHL). 